# فلیکس لوکمپر
فلیکس لوکمپر (انگلیسی: Felix Lohkemper؛ زادهٔ ۲۶ ژانویهٔ ۱۹۹۵) بازیکن فوتبال اهل آلمان است.
از باشگاه‌هایی که در آن بازی کرده‌است می‌توان به باشگاه فوتبال اشتوتگارت اشاره کرد.
وی همچنین در تیم‌های ملی فوتبال جوانان آلمان، و جوانان آلمان، و جوانان آلمان، و [[تیم ملی فوتبال جوانان آلمان، و جوانان آلمان، بازی کرده‌است.